# Тип 44 (карабин)
Карабин Тип 44 (яп. 四四式騎銃 Ён-ён-сики кидзю:, ромадзи Yonyon-shiki kijū) — японский кавалерийский карабин первой половины XX века.

## История
Карабин Тип 44 был разработан для нужд кавалерии, которой требовалось более короткое оружие, чем винтовка Тип 38, и при этом сохранить на вооружении саблю Тип 32. Первое боевое применение кавалерийского карабина "44" имело место осенью 1910 года, в бою между военнослужащими 4-й кавалерийской бригады японской армии и отрядом "Красные пики". Отзывы военнослужащих о новом карабине оказались отрицательными - у карабинов нередко соскакивал штык, поэтому во время рукопашного боя кавалеристы в основном били противника прикладами. Военное командование потребовало изменить крепление штыка к карабину.
В 1911 году для карабина был разработан новый игольчатый штык. Изменениям подвергнута деревянная ложа и детали металлического крепежа — полость для хранения чистящих принадлежностей и шомпола оснащена специальной выдвижной крышкой, передняя часть модифицирована под крепление несъёмного штыка и усилена. В 1912 году (44-м году периода Мэйдзи по японскому летоисчислению) карабин был принят на вооружение.
Производился с 1911 по 1942 годы, состоял на вооружении японской императорской армии. Карабин выпускался на арсеналах Коишикава в Токио, Кокура и Нагоя. Всего было произведено не менее 91 тысячи карабинов.

## Описание
Является усовершенствованным вариантом кавалерийского карабина Тип 38. Основным отличием от старого карабина является штык в виде иглы, который может располагаться под стволом. Также к карабину прилагается специальное отделение, в котором хранится шомпол, состоящий из двух частей. Доступ к этому отделению открывается за счёт вращения небольшой дверцы. Для карабина используется патрон 6,5×50 мм Арисака. В качестве вида боепитания используются магазины с пятью такими патронами.
Применялся почти во всех вооружённых конфликтах Японии, также использовался китайскими войсками (как коммунистами, так и гоминьдановцами) в качестве трофейного оружия.

## Варианты и модификации
Существовали три варианта. Разница между ними заключалась в длине штыка и количестве стволов доходивших до 8 штук в некоторых модификациях.